# テネイシャスD 運命のピックをさがせ!
『テネイシャスD 運命のピックをさがせ!』（原題: Tenacious D in The Pick of Destiny）は、2006年に製作されたジャック・ブラック、カイル・ガス主演のコメディ映画である。

## 概要
アメリカン・ロックバンドとして知られる『テネイシャスD』のメンバーで俳優のジャック・ブラックとカイル・ガスが脚本・主演・製作を務めた本作。二人はもともとティム・ロビンスが主催する劇団『アクターズ・ギャング』を通じて知り合った仲であり、このバンドもそれが由縁で結成された。音楽関係の映画ということもあり、監督のリアム・リンチもミュージシャンである他、出演陣にもテネイシャスDとゆかりあるミュージシャンたちが数多く出演している。コメディ俳優のベン・スティラーも製作総指揮として名を連ねており、ロック魂が垣間見られる音楽コメディとして仕上がっている。

## あらすじ
ロック好きのJB（ジャック・ブラック）は、「ロックは悪魔の音楽」とまで言い放つ敬虔なクリスチャンの家庭に育った。しかしそんな家族に違和感を覚え、ロック・ミュージシャンを目指して一人田舎からハリウッドを目指す。しかし現実はそこまで甘くもなく、常々社会の冷たさを噛みしめるのだった。夢も希望もここまでかと諦めながらベニス・ビーチをフラフラ歩いているとJBの前に天才的な手さばきでギターを弾き語るKG（カイル・ガス）が現れた。あまりにも素晴らしいKGの腕前に驚愕したJBは、さっそくKGと一緒に組もうと提案するが、自信家のKGはあっさりとその申し出を断ってしまった。しかしここで諦めるわけにはいかないと、JBはしつこくKGを口説き落とし、二人のバンド“テネイシャスD”を結成。しかし腕前は確かでも、二人は実績もないドのつく素人。肩を落としながら音楽雑誌のローリングストーン誌を見ていると、二人はあることに気づく。それは写真に載っているロックミュージシャンたちがこぞって同じピックを手にしているのだ。そんな事実を目の当たりにした二人は、中古のギターショップへ直行。怪しい店員（ベン・スティラー）にその事実を確認すると、男は二人は別室に連れ込み、そのピックを“運命のピック”と呼んだ。JBとKGは、有名になるべく運命のピックを探すために奮闘するが、そのピックはサタン（デイヴ・グロール）の歯から出来ていることを知る。「ロックの歴史博物館」に収蔵されているピックを盗んだ二人は、カーチェイスの後、悪魔との音楽勝負でピックを失うが、代わりに悪魔の角を手に入れ、悪魔は地獄に落とされる。

## キャスト
※括弧内は日本語吹替
- JB - ジャック・ブラック（遠藤純一）
- KG - カイル・ガス（長嶝高士）
- サタン - デイヴ・グロール（咲野俊介）
- リー - ジェイソン・リード（桐本琢也）
- ギターショップの店員 - ベン・スティラー（高木渉）
- 謎の男 - ティム・ロビンス（楠見尚己）
- オープンマイクのホスト - ポール・F・トプキンス（咲野俊介）
- ウェイトレス - エイミー・ポーラー
- 酔っ払った男子生徒 - コリン・ハンクス
- ゴージャスな女 - エイミー・アダムス
- ロニー・ジェイムス・ディオ
- JBの父 - ミートローフ（クレジットなし）（楠見尚己）
- 伝説の怪物男 - ジョン・C・ライリー（クレジットなし）（楠見尚己）
- フラットボーイ - デヴィッド・クラムホルツ（クレジットなし）

## スタッフ
- 監督：リアム・リンチ
- 脚本：ジャック・ブラック、カイル・ガス、リアム・リンチ
- 製作：ジャック・ブラック、カイル・ガス、スチュアート・コーンフェルド
- 製作総指揮：ベン・スティラー、他
- 音楽：テネイシャスD、ジョン・キング、他
- 撮影：ロバート・ブリンクマン
- 編集：デヴィッド・レニー
- 衣装：デイナ・ピンク